# وزارة السياحة (البحرين)
وزارة السياحة في مملكة البحرين، هي الوزارة المسؤولة والمشرفة على قطاع السياحة في البحرين وتم أنشاء الوزارة في 13 يونيو 2022 وذالك بعد فصل السياحة عن وزارة التجارة والصناعة، الوزيرة الحالية للسياحة هي فاطمة جعفر الصيرفي منذ 13 يونيو 2022.

## وزراء السياحة

### قائمة وزراء السياحة في البحرين
|   | الاسم              | بداية الفترة  | نهاية الفترة |
| - | ------------------ | ------------- | ------------ |
| 1 | فاطمة جعفر الصيرفي | 13 يونيو 2022 | حتى الأن     |